# Othain (rivière)
L'Othain est une rivière française du Grand Est, affluent de la Chiers en rive gauche, donc sous-affluent de la Meuse.
Le bassin versant de l'Othain est principalement situé dans le département de la Meuse en région Grand Est, une partie se trouvant en Meurthe-et-Moselle.

## Géographie
L'Othain naît dans la région de la Woëvre, dans la commune de Gondrecourt-Aix située dans le département de Meurthe-et-Moselle. Il se dirige d'emblée en direction du nord-ouest, orientation qu'il ne quitte plus tout au long de son parcours, malgré de nombreux méandres. Après avoir parcouru 67 kilomètres, il se jette dans la Chiers à Montmédy dans le département de la Meuse.

## Communes traversées
- Département de Meurthe-et-Moselle : Gondrecourt-Aix et Affléville.
- Département de la Meuse : Dommary-Baroncourt, Domremy-la-Canne, Gouraincourt, Vaudoncourt, Spincourt, Muzeray, Nouillonpont, Duzey, Rouvrois-sur-Othain, Pillon, Sorbey et Saint-Laurent-sur-Othain.
- Département de Meurthe-et-Moselle : Grand-Failly.
- Département de la Meuse : Rupt-sur-Othain.
- Département de Meurthe-et-Moselle : Petit-Failly, Villers-le-Rond, Saint-Jean-lès-Longuyon et Othe.
- Département de la Meuse : Marville, Flassigny, Bazeilles-sur-Othain, Villécloye et Montmédy.

## Hydrologie
Le débit de l'Othain a été observé sur une période de 41 ans (1967-2008), à Othe, localité du département de la Meuse, située à peu de distance de son confluent avec la Chiers, qui est situé à Montmédy.
Le module de l'Othain est de 2,91 m3/s à Othe, pour une superficie de bassin versant de 247 km2, c'est-à-dire la presque totalité de ce dernier qui fait 256,6 km2.
La rivière présente des fluctuations saisonnières de débit, avec des crues d'hiver portant le débit mensuel moyen entre 4,42 et 5,56 m3/s, de décembre à mars inclus (maximum en janvier-février), et des basses eaux d'été, sur une période assez longue allant de fin mai à octobre, avec une baisse du débit moyen mensuel jusqu'au niveau de 0,88 m3/s au mois de septembre.
Le VCN3 peut chuter jusque 0,110 m3/s en cas de quinquennale sèche, soit à peine 110 litres par seconde, ce qui est fort peu mais assez fréquent parmi les cours d'eau de l'est de la France.
D'autre part les crues peuvent être assez importantes. Les QIX 2 et QIX 5 valent respectivement 23 et 32 m3/s. Le QIX 10 est de 38 m3/s, le QIX 20 de 43 m3/s et le QIX 50 de 51 m3/s.
Durant cette période d'observation de 40 ans, le débit instantané maximal enregistré a été de 44,8 m3/s le 22 mars 2002. Le débit journalier pour sa part atteignait 39,30 m3/s, le 21 mars de la même année. En comparant ces valeurs à celles des différents QIX de la rivière, on peut voir que ces crues, étaient d'ordre vicennal (20 ans), donc nullement exceptionnelles, et statistiquement destinées à se reproduire en moyenne tous les 20 ans.
La lame d'eau écoulée dans le bassin de l'Othain est de 346 millimètres annuellement, ce qui est modérément élevé, un peu supérieur à la moyenne d'ensemble de la France qui fait 320 millimètres, mais nettement inférieur à la moyenne du bassin français de la Meuse à Chooz, près de sa sortie du territoire français (450 millimètres). Le débit spécifique (ou Qsp) se monte dès lors à 10,9 litres par seconde et par kilomètre carré de bassin.

## Pollutions - Écologie
L'Othain reçoit dans la partie supérieure de son cours, les exhaures de Joudreville et de la Mourière via le ruisseau du Breuil, puis l'exhaure d'Amermont par le ru de Déhoury. Du point de vue de la quantité de matières phosphorées, la situation de la rivière est mauvaise dans son cours supérieur, mais se régularise plus en aval, au point de devenir bonne au niveau de son confluent avec la Chiers.
Du point de vue de la présence de matières organiques et oxydables (qui se traduit par une baisse de la quantité d'oxygène dissous dans l'eau), la situation est qualifiée en 1999 de très mauvaise dans cours supérieur (moins de trois mg d'oxygène par litre), mais passe à bonne au niveau du confluent avec la Chiers (entre 6 et 9 mg d'oxygène par litre), et donc de qualité supérieure aux eaux de la Chiers (qualifiées de passables) et de même niveau que la qualité des eaux de la Meuse presque tout au long de son parcours lorrain.

## Patrimoine - Curiosités - Tourisme
- Affléville : château du XVe siècle, remanié au XVIIIe.